# Xylorhiza linearifolia
Xylorhiza linearifolia là một loài thực vật có hoa trong họ Cúc. Loài này được (T.J.Watson) G.L.Nesom mô tả khoa học đầu tiên năm 2002.